# Clacks Canyon, Arizona
Clacks Canyon je naseljeno područje za statističke svrhe u američkoj saveznoj državi Arizona. Prema popisu stanovništva iz 2010. u njemu je živjelo 173 stanovnika.